# بهار بیگم
بهار بیگم (انگلیسی: Bahar Begum؛ زادهٔ ۱۹۴۲) هنرپیشه مطرح اهل پاکستان است.
از فیلم‌ها یا برنامه‌های تلویزیونی که وی در آن نقش داشته‌است می‌توان به شیر خان و آئینه اشاره کرد. وی همچنین برندهٔ جوایزی همچون جایزه نگار شده‌است.